# Милош Тица
Милош Тица (Преодац, код Босанског Грахова, 1907 – Босанско Грахово, 15. мај 1942), учесник Народноослободилачке борбе и народни херој Југославије.

## Биографија
Родио се у селу Преодацу код Босанског Грахова 1907. године. После одслуженог војног рока дошао је у Београд и запослио се као помоћни радник у предузећу за монтажу парног грејања, а убрзо је постао квалификовани радник. Члан радничког покрета посао је 1932. године. Убрзо је у полицији регистрован као опасан противник режима. До Другог светског рата често је хапшен и прогањан. У КПЈ је примљен 1937. године.
Капитулација Југославије дочекала га је у родном месту где је био на издржавању прогонства, после издржане казне од шест месеци у Главњачи. Активно се укључио у сакупљању оружја и подизању морала народа па је одређен за војног повереника за Тичево и Преодац. Када је почео устанак 27. јула изабран је за командира устаничке чете. Истакао се као храбар и сналажљив у борбама око Босанског Грахова и према Гламочу. Успешно је одолевао нападима усташа.
Када су половином септембра Италијани извршили окупацију друге зоне са паролом заштите Срба од усташа дошло је до осипања неких устаничких јединица и појаве четнике, те је Милош улагао велике напоре како би одржао на окупу борце не само своје, већ и других чета. Целу јесен и зиму радио је на чврсто организованим партизанским јединицама и сузбијању четничке и италијанске пропаганде. Као резултат његовог рада формиран је батаљон „Будућност” у коме је прво био заменик, а касније и, а од априла 1942. године командант. 
Терен који је контролисао батаљон био је делимично и под контролом четника. Милош је 15. маја 1942. године пошао на сектор Гламоч да среди стање у 5. чети којом је командовао човек који је више био четник него партизан. Четници су организовали заседу и ухватили Тицу у селу Халапићу. Спровели су га италијанима у Босанско Грахово, а пошто ништа није признао вратили су га четницима. После мучења бацили су га у јаму.
Указом председника ФНР Југославије Јосипа Броза Тита, 24. јуна 1953. године, проглашен је за народног хероја.